# Deutsche Poolbillard-Meisterschaft 2006 (Damen)
Die Deutsche Poolbillard-Meisterschaft 2006 war die 26. Austragung zur Ermittlung der nationalen Meistertitel der Damen in der Billardvariante Poolbillard. Sie wurde im Rahmen der Deutschen Billard-Meisterschaft in der Wandelhalle in Bad Wildungen ausgetragen.
Es wurden die Deutschen Meisterinnen in den Disziplinen 14/1 endlos, 8-Ball, 9-Ball und 8-Ball-Pokal ermittelt.

## Medaillengewinner
| Disziplin    | Gold                                    | Silber                          | Bronze                               | Bronze                                  |
| ------------ | --------------------------------------- | ------------------------------- | ------------------------------------ | --------------------------------------- |
| 14/1 endlos  | Diana Stateczny (Barmer Billardfreunde) | Daniela Benz (BSV Weinheim)     | Janine Schwan (BC Alsdorf)           | Simone Meinhold (BC Solaris Chemnitz)   |
| 8-Ball       | Molrudee Kasemchaiyanan (1. PBC Fulda)  | Tanja Kirschmann (1. PBC Fulda) | Karin Mayet (BSV Dachau)             | Daniela Benz (BSV Weinheim)             |
| 9-Ball       | Janine Schwan (BC Alsdorf)              | Daniela Benz (BSV Weinheim)     | Tanja Kirschmann (1. PBC Fulda)      | Diana Stateczny (Barmer Billardfreunde) |
| 8-Ball-Pokal | Janine Schwan (BC Alsdorf)              | Tanja Kirschmann (1. PBC Fulda) | Isabelle Krafczyk (Astoria Walldorf) | Kim Witzel (BC Oberhausen)              |

## Modus
Die 32 Spielerinnen, die sich über die Landesmeisterschaften der Billard-Landesverbände qualifiziert haben, spielten zunächst im Doppel-KO-System. Ab dem Viertelfinale wurde im KO-System gespielt.